# Hilmir Snær Guðnason
Pour les articles homonymes, voir Guðnason.
Hilmir Snær Guðnason est un acteur islandais, né le 24 janvier 1969 à Reykjavík (Islande).
Il joue tant au cinéma que sur scène. En 2000, il est nommé comme l'un des "Shooting Stars" par l'European Film Promotion. Il est surtout connu pour ses rôles dans les films 101 Reykjavík ,The Sea (Hafið), Blueprint et Guy X.

## Biographie
Hilmir Snær Guðnason est diplômé de l'Académie islandaise des arts en 1994. Il joue dans plusieurs pièces de théâtre et comédies musicales, notamment Hair et Rocky Horror Picture Show,. Ses travaux avec le Théâtre national d'Islande sont, entre autres, Le Songe d'une nuit d'été, Macbeth, West Side Story, Hamlet, Qui a peur de Virginia Woolf ? et Ivanov de Tchekhov,.
Il est marié à Bryndís Jónsdóttir et a deux filles, nées en 1995 et 2009.

## Filmographie partielle

### Au cinéma
- 1995 : Pocahontas : John Smith (voix islandaise)
- 1995 : Agnes : Guðmundur
- 1996 : La Belle au bois dormant : Philip (voix islandaise, partie parlée uniquement)
- 1996 : Le Bossu de Notre-Dame : Phoebus (voix islandaise)
- 1997 : Les 101 Dalmatiens :  (voix islandaise)
- 1997 : 13th Rider : Bjarni (téléfilm)
- 1998 : Mulan : Captain Li Shang (voix islandaise, partie parlée uniquement)
- 1999 : 1 001 Pattes : Hopper (voix islandaise)
- 1999 : Myrkrahöfðinginn : Reverend Jón Magnússon
- 2000 : 101 Reykjavík : Hlynur Björn Hafsteinsson
- 2000 : Les Anges de l'univers : Pétur
- 2001 : La Belle et le Clochard 2 : The Tramp (voix islandaise)
- 2001 : Mávahlátur : Magnús
- 2002 : The Sea (Hafið) : Ágúst
- 2002 : Reykjavik Guesthouse: Rent a Bike : Jóhann Jóhannsson
- 2003 : Blueprint : Greg
- 2003 : Saga de Njáll le Brûlé (Njálssaga) : Gunnar (téléfilm)
- 2004 : Peas at 5:30 : Jakob Magnusson
- 2005 : Guy X : Petri
- 2006 : Blóðbönd : Péturs Golfmate
- 2006 : Köld Slóð : Kjartan
- 2007 : Le Sortilège de Cendrillon : Gus (voix islandaise)
- 2007 : Veðramót :
- 2008 : Brúðguminn : Jón
- 2008 : Stóra Planið : Priest
- 2009 : Circledrawers : Oleg (téléfilm)
- 2010 : Mamma Gógó : le directeur
- 2011 : Kurteist fólk : Hrafnkell
- 2011 : Okkar eigin Osló : Pálmi
- 2011 : Rokland : Árni Valur
- 2013 : Falskur Fugl : Drunk Man
- 2014 : Algjör Sveppi og Gói bjargar málunum :
- 2014 : Borgríki II: Blóð Hraustra Manna : Ívar
- 2015 : South of Hope Street : Tom
- 2019 : Un jour si blanc : Olgeir
- 2021 : Lamb : Ingvar

## Distinctions
| Année | Festival ou prix                         | Catégorie                           | Œuvre nommée                         | Résultat | Remarques |
| ----- | ---------------------------------------- | ----------------------------------- | ------------------------------------ | -------- | --------- |
| 2000  | Festival international du film de Berlin | Shooting Stars                      |                                      | lauréat  |           |
| 2000  | Prix Edda                                | Meilleur acteur                     | 101 Reykjavik                        | nommé    |           |
| 2001  | Prix Edda                                | Meilleur acteur dans un second rôle | Mávahlátur ([Le Rire de la mouette]) | lauréat  |           |
| 2002  | Prix Edda                                | Meilleur acteur                     | The Sea                              | nommé    |           |
| 2003  | Prix Grima                               | Meilleur acteur                     | Veislan                              | lauréat  |           |
| 2008  | Prix Edda                                | Meilleur acteur                     | White Night Wedding (Brúðguminn)     | lauréat  |           |
| 2010  | Prix Grima                               | Meilleur acteur                     | Ég er mín eigin Kona                 | lauréat  |           |
| 2010  | Prix Grima                               | Meilleur réalisateur                | Fjölskyldan                          | lauréat  |           |
| 2014  | Prix Grima                               | Meilleur acteur                     | Eldraunin                            |          |           |